# Quando o Telefone Toca

Quando o Telefone Toca foi um call-tv das madrugadas da SIC, apresentado por Vanessa Palma, Patrícia Henrique, Raquel Henriques e Iva Lamarão. O principal objectivo do programa é dar prémios em dinheiro, mas para isso, o telespectador terá de ligar para um número de telefone (custos: 0,720€) e jogar os passatempos que diariamente são oferecidos. O formato é a adaptação de um programa original do Reino Unido, testado em países como a Austrália, Colômbia, França e Polónia. A produção está a cargo da FremantleMedia.

## História
A SIC, terá adquirido os direitos do formato, muito provavelmente, porque na altura existia na TVI um programa semelhante denominado "Toca a Ganhar". Para fazer frente, Francisco Penim (director de programas da SIC) criou o Quando o Telefone Toca. Nos primeiros meses, apesar de Patrícia Henrique já estar anunciada, apenas Vanessa Palma e Quimbé faziam a apresentação do programa. E aí, as audiências não eram as melhores. Lentamente foram subindo, destronando o "Toca a Ganhar". Patrícia Henrique entrara justamente nessa altura. A partir desse momento, não se saberia mais quem apresentava o programa, pois o trio faz o directo em sistema de rotatividade, coisa que se mantém até aos dias de hoje. Com o fim do concorrente "Toca a Ganhar", a TVI prontamente adaptou um formato internacional, dando-lhe o nome Sempre a Somar. Mas mesmo assim, Quando o Telefone Toca lidera.
As emissões terminam no dia 13 de Agosto de 2008, sendo substituído pelo Todos em Linha. Em relação ao programa antecessor, tinha algumas diferenças, destacando-se o cenário diferente, as cores do grafismo, dominando o violeta e o laranja, algumas músicas, a saída de Quimbé e a entrada de Raquel Henriques. No final de Março, Nuno Santos, director de programas da SIC, decide acabar com o call-show, por causa das baixas audiências nesse horário, deixando uma lacuna nesse horário, sendo substituído temporariamente pela série portuguesa 7 vidas. A 8 de Abril de 2009 é retomado o call-show Quando o Telefone Toca, a pedido de muitas famílias, que achavam o Todos em Linha um formato aborrecido e muito triste. Com a retoma do Quando o Telefone Toca, Raquel Henriques, Iva Lamarão e Patrícia Henrique ex-apresentadoras do Todos em Linha passam para o QTT, além do regresso tão esperados de Vanessa Palma, que já tinha apresentado este call-show.